# Левино II
Левино II — деревня в Клепиковском районе Рязанской области. Входит в состав Ненашкинского сельского поселения.

## География
Находится в северной части Рязанской области на расстоянии приблизительно 2 км на север по прямой от районного центра города Спас-Клепики недалеко от озера Белое.

## История
На карте 1850 года показана как поселение с 7 дворами. В 1859 году здесь (тогда деревня Рязанского уезда Рязанской губернии) было учтено 7 дворов, в 1897 — 10.

## Население
Численность населения: 52 человека (1859 год), 82 (1897), 6 в 2002 году (русские 100 %), 4 в 2010.